# موسیقی مبلمان

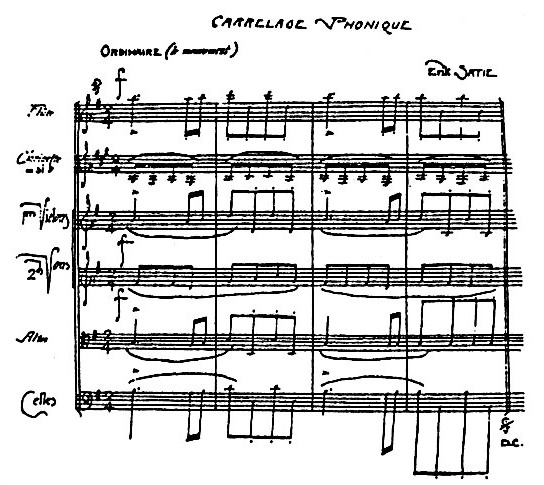
مرتبط

موسیقی مبلمان (به فرانسه musique d’ameublement) عنوانی است به موسیقی پیش‌زمینه گفته می‌شود. این عبارت توسط اریک ساتی در سال ۱۹۱۷ استفاده شد و این نوع از موسیقی در واقع به صورت زنده و توسط نوازندگان اجرا می‌شود.

## انتشار
به مدت یک ربع قرن پس از مرگ آهنگساز، تمام قطعات موسیقی مبلمان، جدا از ذکر در متن زندگی‌نامه‌هایی که ابتدا درمورد او می‌نوشتند، از دید عموم مردم پنهان مانده بود. در اواخر دهه ۱۹۶۰ میلادی بخشی از موسیقی او به عنوان تصویر سازی‌های روگرفته‌ای برای متون مطبوعاتی یا بیوگرافی‌های جدید از او پخش شد. اولین انتشار کامل مجموعه‌های اوّل و سوّم در سال‌های بعدی در دهه هفتار میلادی ادامه یافت. تا آخرین سال‌های قرن بیستم، هیچ نشر کاملی از مجموعهٔ دوم صورت نگرفته بود.